# Namea olympus
Namea olympus is een spinnensoort in de taxonomische indeling van de bruine klapdeurspinnen (Nemesiidae).
Namea olympus werd in 1984 beschreven door Raven.